# 康格爾頓 (英國國會選區)

選區在柴郡的位置

康格爾頓（英語：Congleton），英國國會一郡選區，位於柴郡柴郡東東部，包括昔日康格爾頓區全部。
本區自1983年創設以來一直支持保守黨。2010年大選中菲安娜·布魯斯以45.8%選票首次當選，接替退休的安·溫特頓。